# Liste der dänischen Botschafter in Österreich
Dies ist eine Liste der dänischen Gesandten und (seit 1960) Botschafter in Österreich.

## Missionschefs

### Dänische Gesandte in der Habsburgermonarchie (bis 1804)
| Dänische Gesandtschaftsprediger in Wien Evangelische Kirche A.B. in Österreich |
| --- |
| - 1699–1722: Johann Jacob Langjahr - 1723–1727: Hammerich - 1728–1736: Christian Nicolaus Möllenhoff - 1736–1742: Christian Kortholt - 1742–1755: Peter Nikolaus Schmidt - 1755–1756: Cornelius Chemnitz - 1757–1768: Johann Hieronymus Chemnitz - 1768–1778: Johann Anton Burchardi - 1778–1782: Johann Christian Diederich Eckhoff - 1782–1796: Johann Georg Fock |
| Quelle: Christian Stubbe, Die dänische Gesandtschaftsgemeinde in Wien und ihre letzten Prediger, Kiel, 1932, p. 269–270 |

- 1650–1653: Christian zu Rantzau
- 1657–1658: Christoffer Sehested
- 1662–1679: Andreas Pauli von Liliencron
- um 1681: Andreas Pauli von Liliencron
- um 1683: Franz Mayer von Mayersheim
- 1685–1687: Christoph Gensch von Breitenau
- 1687–1690: Ditlev Nicolas Piper von Løwencron
- 1690–1691: Andreas Pauli von Liliencron
- 1691–1693: Johann Christoph von Urbich (Geschäftsträger)
- 1694–1695: Georg Ernst Wedel Jarlsberg
- 1696–1700: Johann Christoph von Urbich (Geschäftsträger)
- 1700–1701: Thomas Balthazar von Jessen
- 1701–1703: Johann Christoph von Urbich (Geschäftsträger)
- 1703–1710: Frederik von Weiberg
- 1710–1710: Giambattista Velo
- 1711–1720: Frederik von Weiberg
- 1721–1722: Lorentz Reichwein
- 1722–1740: Christian August von Berkentin
- 1740–1749: Gerhard Ernst Franck de Franckenau (Geschäftsträger)
- 1749–1750: Christian Gottfried von Johnn (Geschäftsträger)
- 1750–1781: Johann Friedrich Bachoff von Echt
- 1781–1784: Cuno Hans von Vieregg
- 1784–1788: Christian Frederik Güldencrone
- 1788–1789: Ferdinand von Luckner (Geschäftsträger)
- 1790–1805: Armand François Louis de Mestral de Saint-Saphorin
- 1805–1806: Georg Nikolaus Nissen (Geschäftsträger)

### Dänische Gesandte in der Österreichischen Monarchie
- 1804–1805: Armand François Louis de Mestral de Saint-Saphorin
- 1805–1810: Georg Nikolaus Nissen (Geschäftsträger)
- 1810–1811: Frederik Anton von Wedel-Jarlsberg
- 1812–1816: Christian Günther von Bernstorff
- 1817–1835: Joachim von Bernstorff
- 1835–1847: Georg Heinrich von Löwenstern
- 1847–1862: Henrik Bille-Brahe
- 1862–1864: Johan von Bülow

### Dänische Gesandte in der Österreichisch-ungarischen Monarchie
- 1865–1880: Christian Frederik Falbe
- 1880–1884: Fritz Kiær
- 1884–1890: Joachim Sigismund Ditlev Knuth
- 1890–1893: Poul de Løvenørn
- 1893–1897: Frederik Wilhelm Sponneck
- 1897–1908: William Ahlefeldt-Laurvig
- 1908–1910: Herman Anker Bernhoft
- 1910–1912: Henrik Grevenkop-Castenskiold
- 1912–1913: Erik Scavenius
- 1913–1919: Flemming Lerche (Geschäftsträger)

### Dänische Botschafter in der Republik Österreich (seit 1919)
- 1919–1921: Flemming Lerche
- 1922–1931: Poul Victor Bigler
- 1932–1938: J.C.W. Kruse

1938 bis 1945: Unterbrechung der Beziehungen
- 1946–1953: Hans Jakob Hansen
- 1953–1959: Constantin Brun (Carl Adalbert Constantin Brun, auch Botschafter in der Schweiz)
- 1959–1960: Bodil Gertrud Begtrup
- 1960–1965: Sigvald Alexander Kristensen
- 1965–1971: Aksel Christiansen
- 1971–1974: John Knox
- 1974–1977: Christian Holten Eggert
- 1977–1981: Jørn Stenbæk Hansen
- 1981–1984: Gunnar Schack Larsen
- 1984–1989: Jens Christensen
- 1989–1991: Henrik Munck Netterstrøm
- 1992–1993: Ole Lønsmann Poulsen
- 1993–1997: Jørgen Rud Hansen Bøjer
- 1997–2001: Henrik Wøhlk
- 2001–2005: Torben Mailand Christensen
- 2005–2006: Gunnar Ortmann
- 2007–2010: Hugo Østergaard-Andersen
- 2010–2013: Torben Brylle
- 2013–2018: Liselotte Kjaersgaard Plesner
- 2018–heute: René Rosager Dinesen